# Linyphia obesa
Linyphia obesa är en spindelart som beskrevs av Tord Tamerlan Teodor Thorell 1875. Linyphia obesa ingår i släktet Linyphia och familjen täckvävarspindlar.
Artens utbredningsområde är Sverige. Inga underarter finns listade i Catalogue of Life.